# ناحیه مولایتیوو
ناحیه مولایتیوو (به لاتین: Mullaitivu District) یک ناحیه در سری‌لانکا است که در استان شمالی (سری‌لانکا) واقع شده‌است.

## خصوصیات
ناحیه مولایتیوو ۲٬۶۱۷ کیلومترمربع مساحت و ۹۱٬۹۴۷ نفر جمعیت دارد.